# 泊雅大桥
泊雅大桥（法語：Pont de la Poya）是瑞士的一座双塔斜拉桥，位于弗里堡州的弗里堡，和泊雅隧道一起以附近的泊雅城堡命名，跨过薩訥河，疏导采林根大桥的拥堵。大桥全长851.6米，主跨196米，2014年通车，建成时是瑞士跨度最大的斜拉桥。

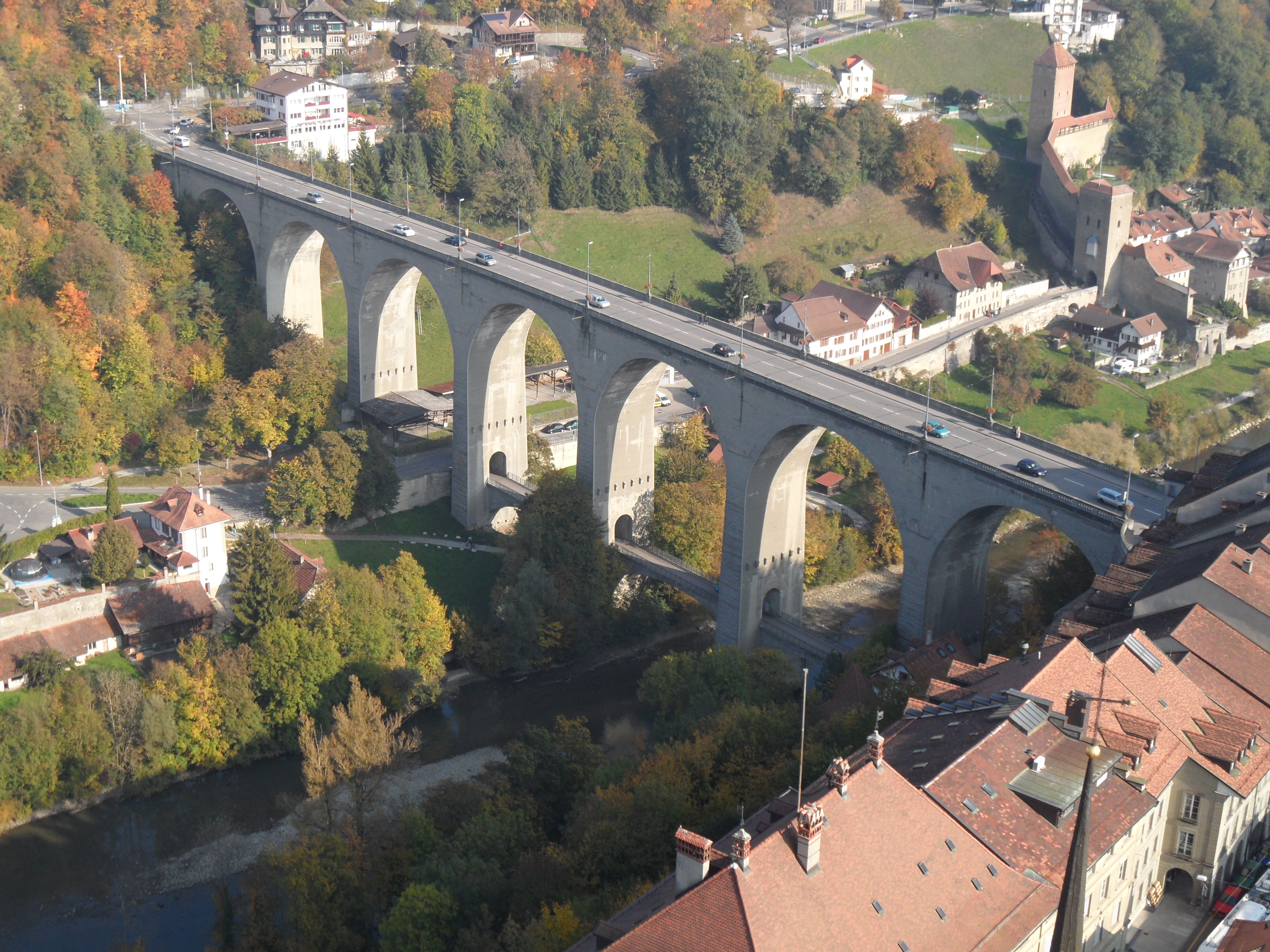
附近的

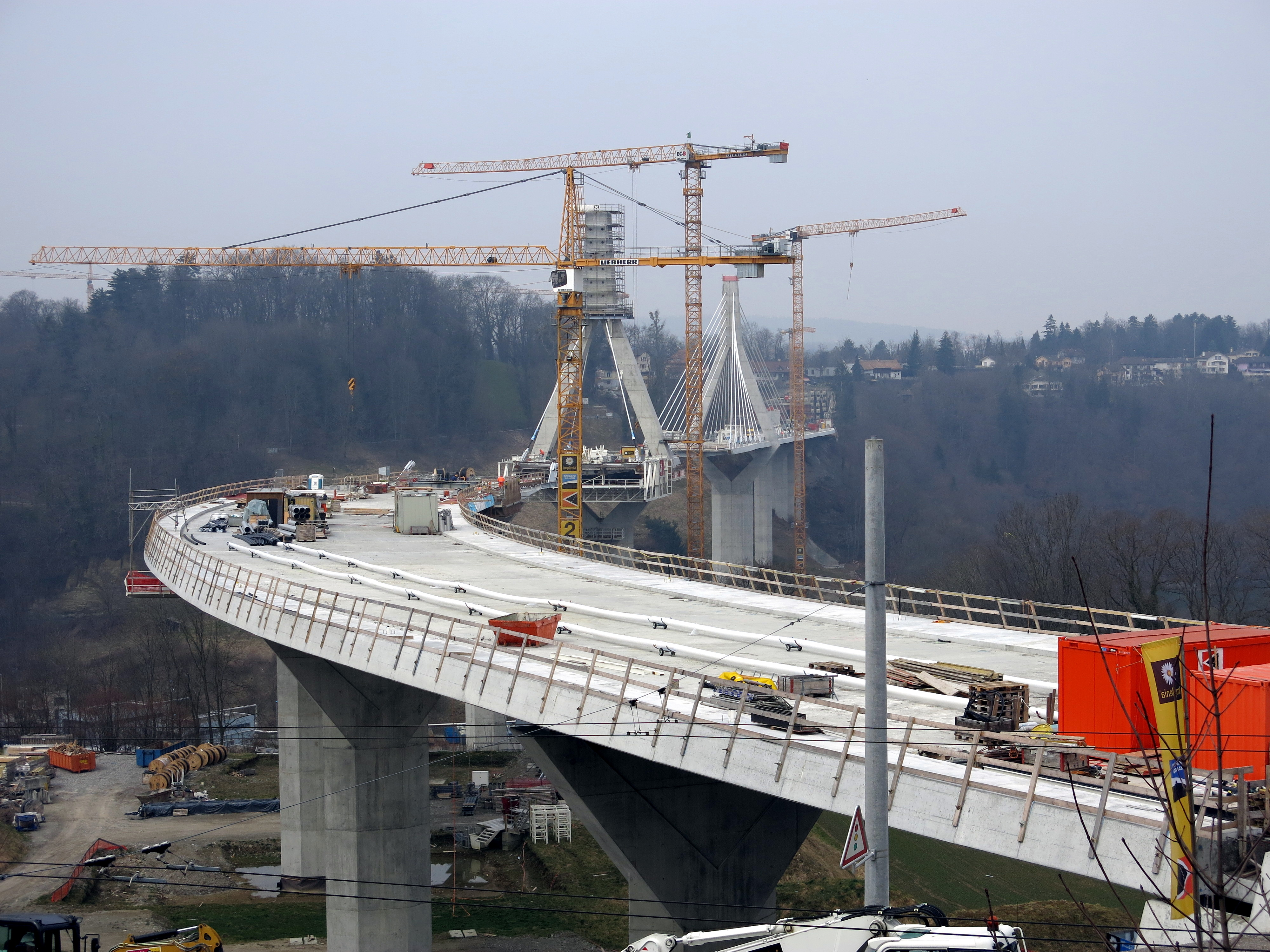
施工中的泊雅大桥